# Creu de terme del Xiribia
La Creu de terme del Xiribia és una obra de Vilanova i la Geltrú (Garraf) protegida com a Bé Cultural d'Interès Local.

## Descripció
Creu de pedra situada prop del cementiri, a la intersecció de la carretera de Sant Pere de ribes amb l'antic camí de la Creu. El conjunt és format per un basament octogonal de quatre graons, un fust octogonal acabat en collarí i la creu, que té a una banda la imatge de Crist i a l'altra la de la Mare de Déu.

## Història
La data de construcció no és gaire precisa. Sembla pertànyer al segle xvii o XVIII però Albert Ferrer apunta la possibilitat que fos anterior, probablement del segle XVI-XVII.
Es va desmuntar l'any 1934 i les peces es van emmagatzemar. El 1944, el Centre d'Estudis de la Biblioteca-Museu Víctor Balaguer va emprendre'n la reconstrucció al seu emplaçament d'origen.
Actualment ha perdut el capitell que formava part del conjunt original.